# Yamato Nadeshiko
Yamato Nadeshiko (jap. 大和撫子) ist eine Bezeichnung für das klassische japanische Frauenideal. Es kann als Mischung aus Hausfrau, Geisha und Samurai charakterisiert werden.

## Bedeutung
Der Begriff bezeichnet keine konkrete Person, auch wenn er wie ein normaler japanischer Name klingt. Vielmehr ist er eine Zusammensetzung aus dem Namen der geographisch-geschichtlichen Provinz Yamato, der Keimzelle des heutigen japanischen Staates, und der Blumenart nadeshiko (撫子, Prachtnelke, Dianthus superbus, var. longicalycinus), die in Japan ein Symbol für junge Frauen ist.

## Wesenszüge im Wandel der Zeit

### Historische Interpretation des Symbols seit der Edo-Zeit
Eine Yamato Nadeshiko ist stets hübsch, anmutig, dezent gekleidet und fein geschminkt. Freizügige Kleidung ist tabu. Traditionelle Kleidung (Kimono) ist zwar nicht obligatorisch, aber nicht nur zu festlichen Anlässen erwünscht. Das bei der heutigen japanischen Jugend weit verbreitete Bleichen der Haare hat zu unterbleiben, denn eine Yamato Nadeshiko sollte helle Haut und schwarze Haare haben.
Charakterlich ist eine Yamato Nadeshiko willensstark und kann sich durchsetzen. Schicksalsschläge und psychische oder physische Schmerzen erträgt sie unbewegt. Sie ist aber nicht unabhängig oder selbständig und findet auch nicht im Arbeitsleben, sondern nur in der Heirat mit einem starken Mann ihre Erfüllung. Sie bringt alle nötigen Opfer zum Wohlergehen und Schutz ihrer Familie und ihrer Heimat.
Ihrem Ehemann ordnet sie sich bedingungslos unter, folgt ihm nach und gibt sich ihm hin. Dabei zeigt sie beim Sex keine Initiative, ist nicht aktiv und fordernd, sondern höchstens subtil verführerisch.

### Weiterentwicklung des Verständnisses heute
Jedoch sollte man dieses Stereotyp nicht überbewerten, wie etwa bei dem Bild in den amerikanischen Medien, die von der sogenannten China Doll geprägt sind. Natürlich wirken auch viele andere Ideale und Umstände sowie die Globalisierung von Medien, die auch einen unterschwelligen Austausch der Werte hervorruft, solchen historischen Stereotypen entgegen.
Spätestens seit der Fußball-Weltmeisterschaft der Frauen 2011, in der das japanische Team mit dem Spitznamen Nadeshiko Japan überraschend das Turnier gewann, wird das Frauenbild der Yamato Nadeshiko selbstbewusster und unabhängiger in den japanischen Medien ausgelegt. Dabei waren die Bilder der kämpferischen Sportlerinnen in der öffentlichen Wahrnehmung maßgeblich.
Die Rolle der Frau in der japanischen Gesellschaft ist oft Gegenstand der modernen Japanologie und Soziologie und wird, wie auch der Begriff Yamato Nadeshiko, inzwischen auch oft uminterpretiert. Wesenskern soll eine vorteilhafte, althergebrachte Haltung, begründet aus der frühen japanischen Kultur der Yamato-Zeit, sein.

## Erscheinungsbild in der Kunst
Yamato Nadeshiko ist der dominierende Charaktertyp von Japanerinnen im Film, sowohl in japanischen Produktionen (vor allem Fernsehserien) als auch in westlichen Filmen wie z. B. Last Samurai oder Shogun.
Es gibt eine Fernsehserie aus dem Jahr 2000 mit dem Titel Yamato Nadeshiko und den Manga Perfect Girl, der aber eher eine Parodie des Klischees darstellt.